# Hôtel de L'Averdy
El Hôtel de L'Averdy, anteriormente Petit Hôtel de Conti, es una antigua mansión privada ubicada en Impasse de Conti, en el distrito 6 de París, en la región de Île-de-France.
Construido entre 1669 y 1678, por encargo de Henri du Plessis-Guénégaud, marqués de La Garnache, el hotel es la primera obra conocida del arquitecto Jules Hardouin-Mansart.
Comprado en 1679 por la familia Conti, cuyo hotel se encuentra inmediatamente al lado, bajo el nombre de Grand Hôtel de Conti, pasó a llamarse, a diferencia de este último, Petit Hôtel de Conti.
En 1751, fue finalmente adquirido por la ciudad de París, junto con el Grand Hôtel de Conti, luego, salvado de la destrucción de este último en 1768, fue entregado por el rey Luis XV a su Ministro de Hacienda, Clément Charles François de L'Averdy, luego, durante la Revolución, el hotel se anexó al Hôtel de la Monnaie en 1795.
Desde 2014, después de haber prestado servicio a varios departamentos de la Casa de la Moneda durante mucho tiempo y permanecer inaccesible al público, fue completamente restaurado con el objetivo de volver a su estado original con vistas.

## Historia

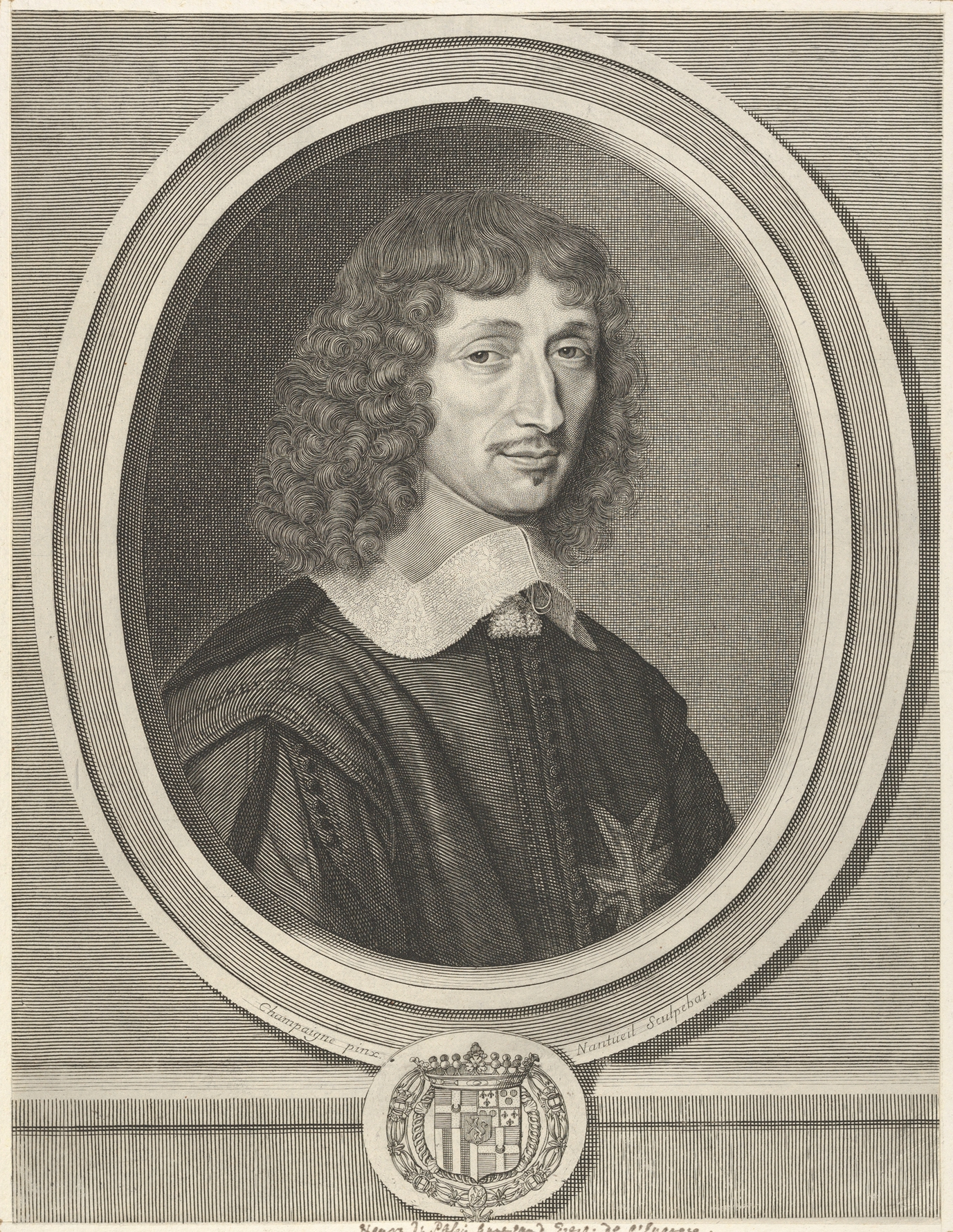
El marqués de la Garnache

Levantado en lo que es un terreno estrecho, intercalado entre el Grand Hôtel de Conti y el Collège des Quatre-Nations, fue encargado el 2 de marzo de 1669 por el marqués Henri du Plessis-Guénégaud al arquitecto Jules Hardouin-Mansart, siendo esta su primera obra conocida.
Costo 75.000 libras, pero debido a una cláusula que no estipulaba el fin de las obras, estas se prolongaron excesivamente, afectandole al promotor, a causa de los múltiples proyectos en los que s einvolucro el arquitecto  de muchas personalidades y en especial del rey Luis XIV.
La pérdida de su cargo de ministro tras la desaprobación del rey y algunas preocupaciones económicas no ayudaron mucho a la situación del marqués, que murió el 16 de marzo de 1676, dejando el hotel inacabado a su hijo, Henri de Guénégaud, marqués de Plancy.
Este último vendió el hotel, apenas terminado el 25 de mayo de 1679, a Louis Armand de Bourbon, 3er Príncipe de Conti, y a su hermano François-Louis de Bourbon, Príncipe de La-Roche-Sur-Yon. Siendo menores, el hotel fue vendido bajo la tutela de su tío, el memorialista y empresario Jean Hérault de Gourville.
El edificio entonces se describe de la siguiente manera:
« La casa llamada le petit hostel de Guénégaud está situada en la calle sin salida de Nevers, cerca y contigua al hostel de Conty. »
Aunque se ha completado, no se reembolsa en su totalidad y el 14 de diciembre de 1680, el abogado del acreedor de Guénégaud entregó un recibo a los dos príncipes por el resto de las sumas adeudadas para la construcción del hotel.

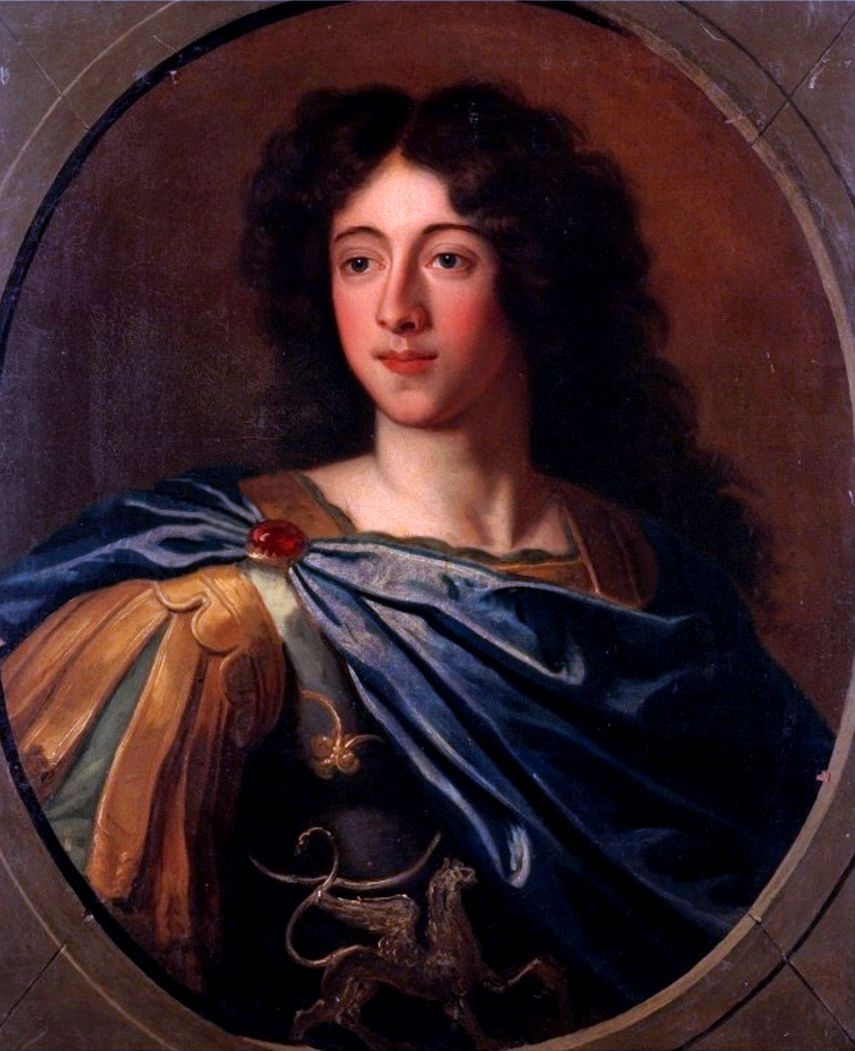
El cuarto príncipe de Conti

Ahora el Petit hôtel de Conti, la residencia fue habitada por el más joven de los hermanos, François-Louis de Bourbon, hasta la muerte de su hermano mayor en 1685. Habiéndose convertido en el 4º Príncipe de Conti, alquiló el hotel el 24 de febrero de 1686 a Henri d'Aguesseau, consejero del Rey en sus Consejos de Estado y Finanzas, por una renta anual de 2500 libras.
En 1706, el hotel fue alquilado a Alejandro II Milón, Maestre de los Pedidos del Rey, quien lo ocupó hasta diciembre de 1734. A continuación, el hotel se vuelve a alquilar a otras personas.
En diciembre de 1748, el rey busca, a propuesta de la oficina de la ciudad, construir un nuevo lugar real y un nuevo ayuntamiento, el sitio elige en el distrito conocido como Buci, lo que implica en particular la compra de los dos hoteles de Conti. Para hacer un presupuesto para la compra de estos dos edificios, se encargó a dos arquitectos, Jean-Baptiste Courtonne, en representación del Príncipe de Conti, y Jean-Baptiste Beausire, en representación de la ciudad.
Del 9 de diciembre de 1749 al 23 de febrero de 1750, se examinaron los dos edificios, se realizó una descripción detallada del estado, así como una declaración y un estudio de ellos. Como el presupuesto final no convenía al Príncipe de Conti, se solicitó una contrapericia al arquitecto Jacques Hardouin-Mansart de Sagonne, nieto del arquitecto del Petit hôtel, el 26 de junio de 1750, y anunció una suma de 1.600.000 libras. La ciudad lo compra al precio, los días 23 y 24 de diciembre de 1751, pero finalmente abandonó cualquier plan para un nuevo ayuntamiento en 1755.
En 1758, los dos hoteles se utilizaron entonces en el Guardamueble de la Corona, debido a la demolición del Hôtel du Petit-Bourbon, tras la limpieza de la columnata del Louvre, función que mantuvieron hasta 1768, antes de que se transfiriera al Hôtel de la Marine, entonces en proceso de finalización y ubicado en lo que entonces era la Place Louis XV.
En 1767, se decidió construir una casa de la moneda bajo la égida del arquitecto Jacques-Denis Antoine. El Grand hôtel de Conti fue arrasado al año siguiente, quedando intacto el Petit hôtel, que fue cedido por el rey Luis XV a su Contralor General de Finanzas, Clément Charles François de L'Averdy, marqués de Gambais, por patente del10 mai 176810 de mayo de 1768, constituyendo entonces su residencia parisina.
En 1770, el marqués, a través de Jacques-Denis Antoine, encargó al pintor Jean-Jacques Forty, alumno del pintor Joseph-Marie Vien, una decoración de arabescos en grisalla, con el fin de adornar el tocador con su esposa.
En 1793, el marqués fue guillotinado, y su mansión fue confiscada como propiedad nacional y luego asignada a la Casa de la Moneda, en 1795, tras el paso de la libra al franco germinal, establecido por la Convención, y la anexión definitiva a sus instalaciones.
Durante XIX, aunque conservó gran parte de su decoración original, se desnaturalizó su fachada del lado del jardín al perder notablemente su decoración de jarrones y su arcada central, luego el jardín desaparecía al ser sustituido  por varios cobertizos. Se salvó del incendio de 1871, durante la Semana Sangrienta.
En 1901, los talleres de la fábrica finalmente invadieron el hotel, que todavía se utilizaba como vivienda. En esta ocasión, se desmontaron las últimas decoraciones, incluido el tocador de la marquesa de Gambais, que ahora se volvió a montar en la hilera de salones a la orilla del Sena del edificio principal de la Monnaie.
En 2014, el proyecto de rehabilitación de Monnaie, titulado "Metal'morphose", tuvo como objetivo restaurar el lugar a su antigua gloria, al mismo tiempo que lo moderniza. Los antiguos cobertizos y la gruesa losa de hormigón que cubre el jardín del hotel se derribaron para recrear un espacio denominado "jardín acuático", devolviendo al lugar su vocación de hotel entre patio y jardín, conectando mediante un pasaje el callejón sin salida de Conti a calle Guénégaud.
Durante la pandemia de COVID-19, solo abrió parcialmente al público en mayo de 2021.

## Protección
Está catalogado como monumento histórico por sus fachadas y cubiertas, junto con el Hôtel de la Monnaie por orden del 14 de marzo de 1945.